# Голубь мира (скульптура)
«Голубь мира» (азерб. Sülh göyərçini) — аллегорическая скульптура в Парке культуры и отдыха имени Насими в Сумгаите, Азербайджан. Она является символом города и изображена на его гербе.
Авторы памятника — главный художник Сумгаита Вагиф Назиров и архитектор Асим Гулиев. Материал памятника — монолитный бетон. Монумент открыт в 1978 году в новом общественном парке, расположенном на побережье Каспийского моря.
Скульптура монументального стиля, белого цвета, имеет высоту несколько метров и представляет собой стилизованное изображение голубя, распростёршего крылья и готовящегося к взлёту. Размещена на низком пьедестале, площадь вокруг неё уложена плитами.
В 2008 году парк, в вместе с ним памятник, прошёл реконструкцию и реставрацию.
В 2012 году сообщалось о планах снести памятник, но в следующем 2013 году была предпринята его новая реставрация.

## Почтовые марки
Скульптура неоднократно появлялась на почтовых марках Азербайджана, посвящённых Сумгаиту.

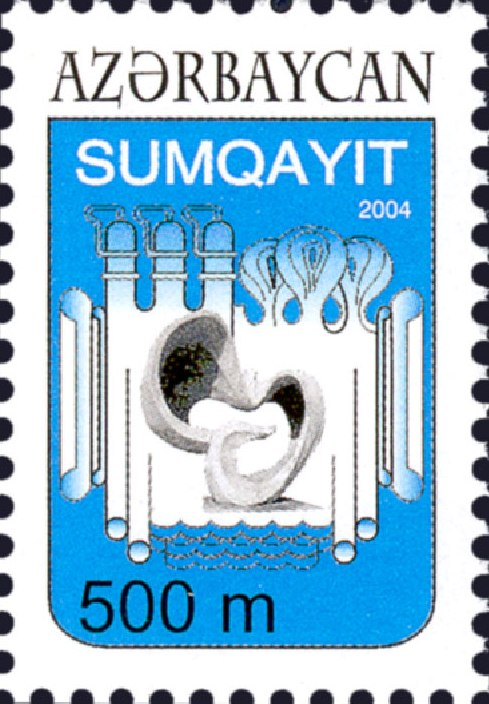
2004
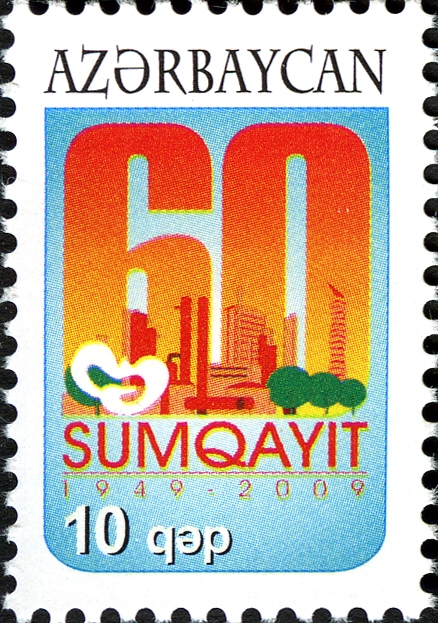
2009
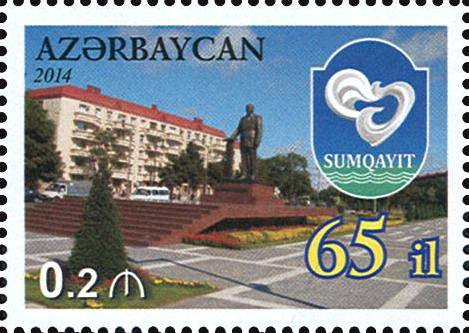
2014